# Love Message
Love Message – utwór muzyczny z 1996 roku projektu Love Message. Za jego produkcję odpowiedzialni byli: Scooter, Masterboy, U96, Fun Factory, Worlds Apart, E-Rotic oraz Mr. President. Jest to ostrzeżenie przed chorobą AIDS.
Utwór znalazł się na albumie DMA Dance: Eurodance Vol. 2 wydany przez wytwórnię Interhit Records. Nagranie zostało wydane także jako singel przez wytwórnię Club Zone.

## Lista utworów

### Wydanie na 12"[4]
- A. Love Message (United Maxi Mix) – 6:06
- B1. Love Message (Dub Mix) – 6:05
- B2. Love Message (Single Edit) – 3:47

### Wydanie na CD[5]
- 1. Love Message (Radio Edit) – 3:47
- 2. Love Message (United Maxi Mix) – 6:06
- 3. Love Message (Dub Mix) – 6:05